# Раделчис II (Беневенто)
Раделчис II (на латински: Radelchis II; * IX век, † 907) e лангобардски принц на Беневенто в Херцогство Беневенто (881 – 884 и 897 – 900).

## Произход
Той е син на принц Аделчис († 878), принц на Беневенто, и на съпругата му Аделтруда. Има четири братя и пет сестри:
- Майо († 884)
- Магенулф († сл. 863)
- Аиулф II (Айон) († 891), княз на Беневенто (884 – 891), женен
- Ладечис († 885)
- Агелтруда († 923), императрица на Свещената Римска империя и кралица на Италия като съпруга на Гуидо III Сполетски
- Гаиричиза († 898)
- Сестра, съпруга на Гайло
- Сестра, съпруга на Дауфер
- Сестра, съпруга на Атенулф, граф на Капуа

## Биография
През януари 881 г. сваля братовчед си Вайфер (Гаидерис) от Беневенто, ставайки княз на Беневенто, управляващ с редуващи се фази до 900 г. Княжеството му има дълго прекъсване поради войните с византийците и със Сполето. 
Графът на Капуа Пандулф V, брат на съпругата на Раделчис, е подпомогнат от самия него срещу византийския епископ Атанасий II от Неапол, осуетявайки атака срещу Капуа през 882 г., като решаваща роля в битката играе братът на Раделчис Айон. 
Раделчис запазва властта до октомври 884 г., когато е свален от народа на Беневенто и е заменен от брат му Айон (Аиулф II), след като византийците, водени от Никифор Фока Стари, завладяват отново Калабрия през 883 г. Завръщането му около 10 г. по-късно се дължи на инициативата на сестра му императрица Агелтруда, вдовица на император Гуидо (III), херцог на Сполето. Разчитайки на действията на херцог Гуидо (IV) от Сполето, роднина на императора, Агелтруда продължава политиката, вече практикувана от нейния съпруг, за контролиране на Княжество Беневенто. През август 895 г. Гуидо IV слага край на почти 4-годишната византийска окупация, по време на която Беневенто е център на тема Лангобардия. Градът се управлява от самия Гуидо, след това вместо него от епископа на Беневенто Пиетро. Така Раделчис отново става княз през май 897 г., няколко седмици след влизането на сестра му в Беневенто.
Вероятно през втория си период на управление, който продължава малко повече от две години, Раделчис продължава безуспешно своята стратегия за еманципация от част от аристокрацията на Беневенто, по-специално от много влиятелното семейство на потомците на Рофрит. Раделчис прави гасталд на Авелино Сиченулф; длъжността е била отнета от страна на Гуидо от Сполето от Аделферий, племенник на Рофрит, виновен в заговор срещу Гуаймарий от Салерно. По съвета на един от верните си, Бернард, Раделчис премахва цялото могъщо семейство Рофрит от Беневенто. След като се укриват в Капуа, противниците на Раделчис се споразумяват с графа на града Атенулф, девер на Раделчис, да му дадат княжеството. С помощта на други противници те успяват да влязат в Беневенто през ноември 899 г., прехвърлят Раделчис в ,Санта София“ и избират Атенулф I за княз в началото на следващата година. Тогава Раделчис е изгонен от Беневенто.

## Брак и потомство
∞ за Арниперга ди Капуа († сл. февруари 881), дъщеря на Пандо ди Капуа, княз на Капуа, и на Арбиперга, и сестра на Панденулф V от Капуа.